# Monte Hanssen
Il Monte Hanssen (in lingua inglese: Mount Hanssen) è una montagna antartica coperta di ghiaccio e caratterizzata da una prominente vetta alta 3.280 m, situata nel punto più meridionale del Rawson Plateau, nei Monti della Regina Maud, in Antartide.   
Fu scoperto dall'esploratore polare norvegese Roald Amundsen nel novembre 1911 nel corso della sua spedizione per raggiungere per primo il Polo Sud.
La denominazione fu assegnata dallo stesso Amundsen in onore dell'esploratore norvegese Helmer Hanssen, suo vice durante il percorso verso il Polo Sud.